# Aeroporto Internacional Ngurah Rai
Aeroporto Internacional Ngurah Rai (em indonésio:  Bandar Udara Internasional Ngurah Rai) (IATA: DPS, ICAO: WADD), também conhecido como Aeroporto Internacional de Denpasar ou Aeroporto Internacional I Gusti Ngurah Rai, é o principal aeroporto de Bali, localizado a 13 km ao sul de Denpasar. O Ngurah Rai é o segundo aeroporto mais movimentado da Indonésia após o Aeroporto Internacional Soekarno-Hatta. No primeiro semestre de 2017, o aeroporto serviu 10.156.686 passageiros. O aeroporto tem categoria IX e é capaz de servir aeronaves largas, incluindo o Airbus A380.
O Airport Council International classificou ao Ngurah Rai como o terceiro maior aeroporto do mundo (com 15 a 25 milhões de passageiros por ano) em 2016 com base em seus serviços.
O aeroporto recebeu o nome de I Gusti Ngurah Rai, um herói balinês que morreu em 20 de novembro de 1946 em uma batalha contra o Império Colonial Holandês, quando os holandeses derrotaram a revolta com apoio aéreo, matando Ngurah Rai e outras 95 pessoas durante a Revolução Indonésia em 1946.